# Isaac Jacob Schoenberg
Isaac Jacob Schönberg (21. dubna 1903 Galați – 21. února 1990 Madison) byl rumunský-americký matematik, známý pro jeho objev splajny.

## Život a kariéra
Narodil se v Galați. Studoval na Univerzitě v Jasech, kde získal titul M. A. v roce 1922. Od roku 1922 do 1925 studoval na Humboldtově univerzitě v Berlíně a na univerzitě v Göttingenu, kde pracoval v oboru analytické teorie čísel s doporučením Issaia Schura. Prezentoval svoji práci na Univerzitě v Jasech, kde v roce 1926 získal doktorát Ph.D. V Göttingenu se setkal s Edmundem Landauem, který mu zařídil návštěvu na Hebrejské univerzitě v Jeruzalémě v roce 1928. V roce 1930 se vrátil z Jeruzaléma do Berlína, kde se oženil se s Charlottou dcerou Edmunda Landaua.